# Rue Roger
La rue Roger est une voie publique du 14e arrondissement de Paris, en France.

## Situation et accès
Globalement orientée nord-sud et parallèle aux rues Deparcieux (ouest) et Gassendi (est), la rue Roger débute au nord face au mur du cimetière du Montparnasse, au niveau du 43, rue Froidevaux et se termine, après un parcours rectiligne de 110 m, au sud au 64, rue Daguerre.
Elle est desservie par la station Gaîté de la ligne de métro 13.

## Origine du nom
Cette voie porte le nom de M. Roger, ancien propriétaire d'un terrain.

## Historique
Ancienne voie du Petit-Montrouge, territoire de la commune de Montrouge annexé par Paris sous son nom actuel en 1860, le classement de la rue Roger dans la voirie de Paris a fait l'objet d'un ajournement en 1863. Elle a été classée et incorporée dans le domaine public routier en 1987.

## Bâtiments remarquables et lieux de mémoire
- Nos 6 et 8 : grille interdisant l'accès au jardin privé appartenant à l'immeuble contemporain de logements construit en 1980 au 45/49, rue Froidevaux. L'ensemble a également pour adresses le 2, rue Roger (mais non pas le 4 où subsiste une maison d'habitation antérieure) et les impairs 1 à 7, rue Deparcieux.
La partie la plus proche de la grille de la rue Roger correspond à l'emplacement de deux maisons disparues (nos 6 et 8) qui abritaient, au plus tard en 1889[3] le siège de la société anonyme des usines A.-E. Decouflé, son atelier de construction de machines destinées à fabriquer des cigarettes dites aussi « confectionneuses », et le domicile de son fondateur (au no 8). Vers le début des années 1910, le siège quitta le 6, rue Roger, dont le fond de parcelle communique avec le 7, rue Deparcieux, pour s'établir à cette dernière adresse où il se trouvait encore à la fin des années 1970.
Anatole-Édouard Decouflé (1835-1908[4]), constructeur mécanicien, inventeur et fondateur des usines du même nom, avait été associé précédemment, dès avant 1877 et jusqu'en 1881, avec le constructeur mécanicien Jean Célestin Lejeune sous la raison sociale « Lejeune, Decouflé & Co » (Bagnolet), notamment pour répondre à la demande de la « Nouvelle compagnie française des tabacs ». Les machines à cigarettes sorties des usines Decouflé ont été à l'origine de la mécanisation française de cette production[5].
- No 7 : le résistant FTP-MOI Thomas Elek y vécut[6].
- Nos 10 bis : (1850), dont le rez-de-chaussée comporte la devanture (1880) d'une ancienne librairie, installée à la fin du XIXe siècle, inscrite sur la liste de monuments historiques en 1984[7].
Dans les années 1960, le sculpteur César Baldaccini dit César (1921-1998) établit son atelier dans le vieux hangar situé derrière la maison, précédemment utilisé par un récupérateur de radiateurs[8]. Il gardera cet atelier où il avait aussi aménagé un logement, jusqu'à la fin de sa vie.
- Le dernier immeuble de la rue, côté pair (numéroté 66 rue Daguerre, précédemment 62, rue de la Pépinière du Petit-Montrouge) abrite le logement occupé de la fin de l'année 1862 au mois de juillet 1863 par le jeune Émile Zola (1840-1902) et sa mère[9] (voir rue Daguerre).

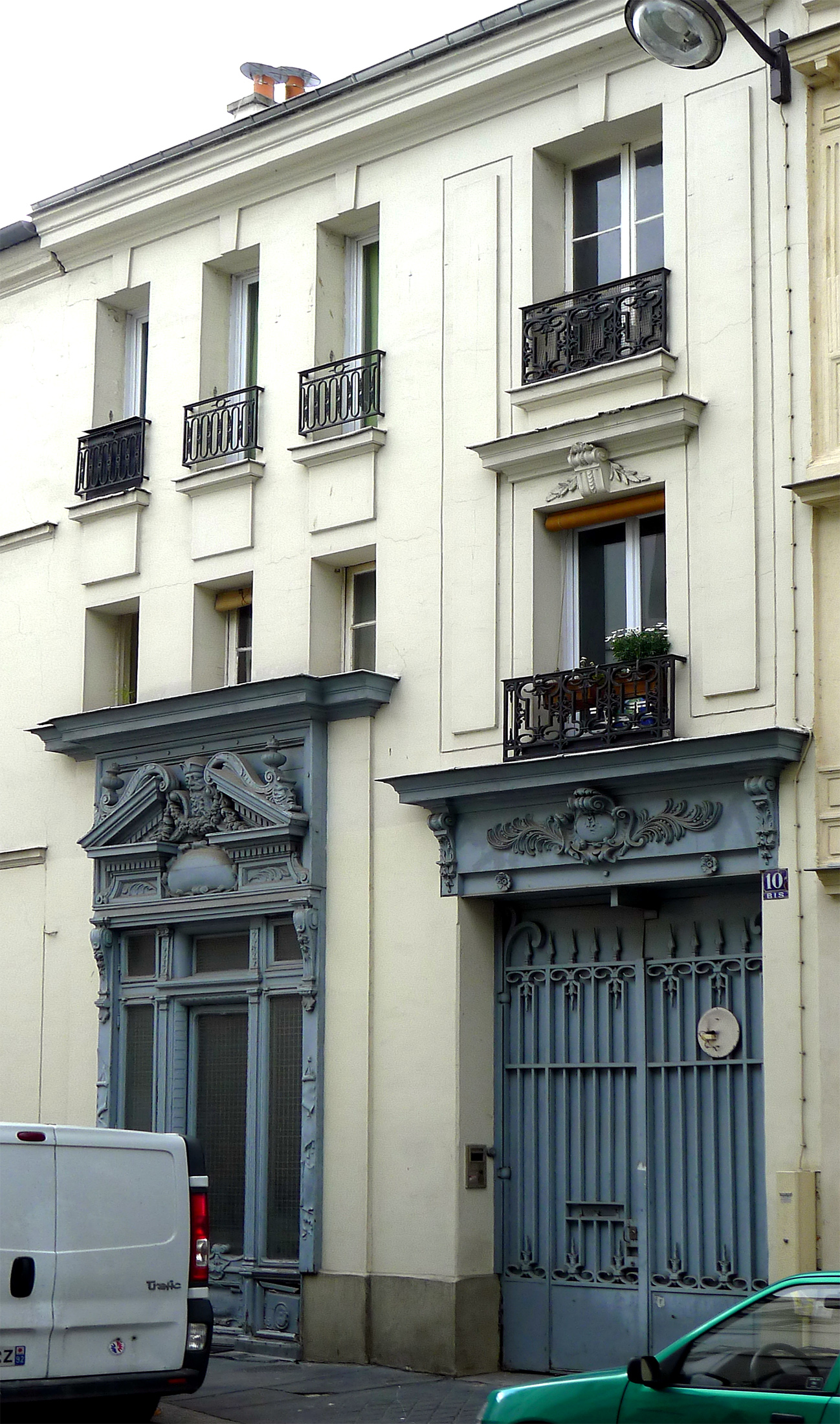
No 10 bis.
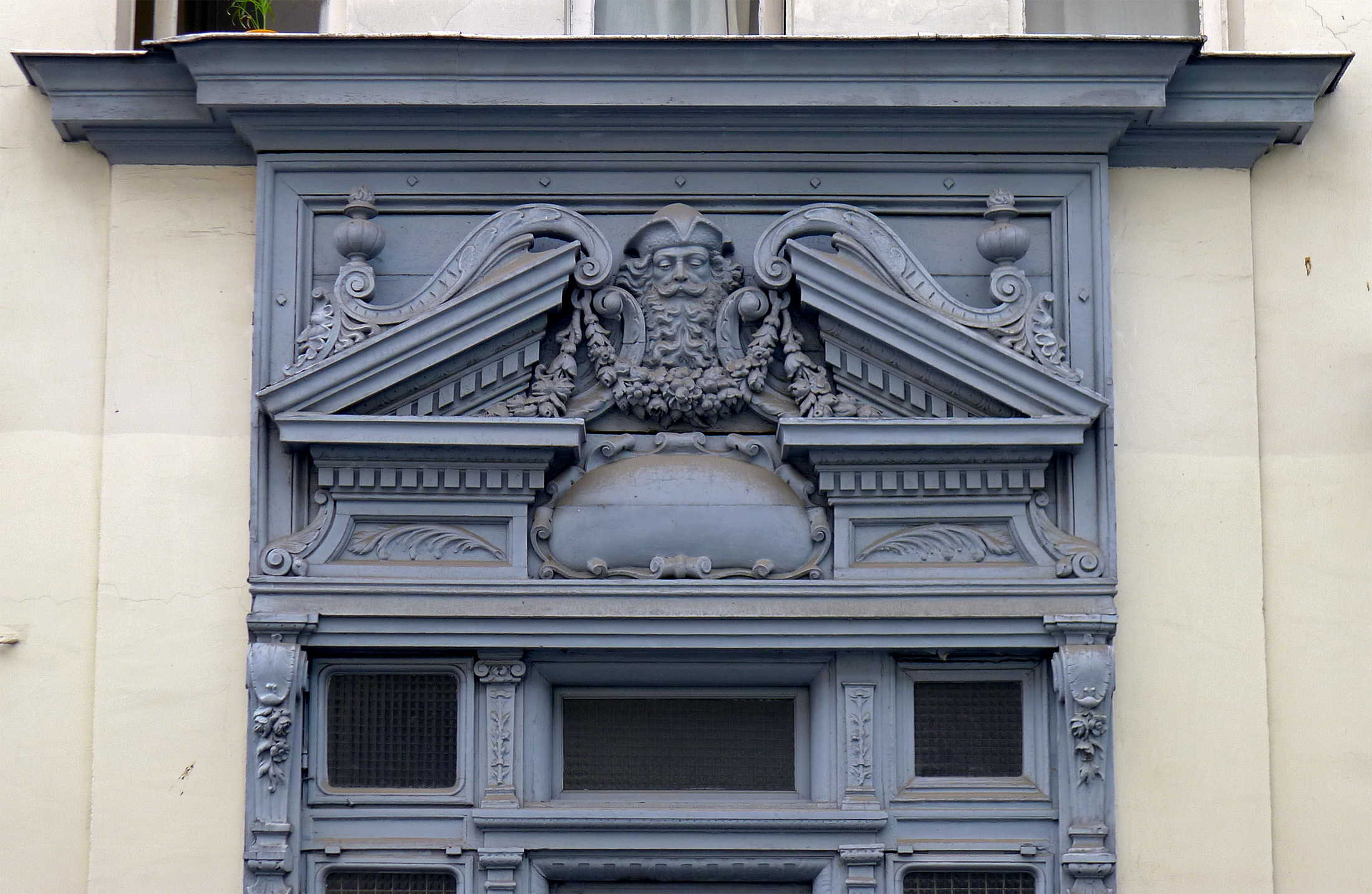
Porte sud.
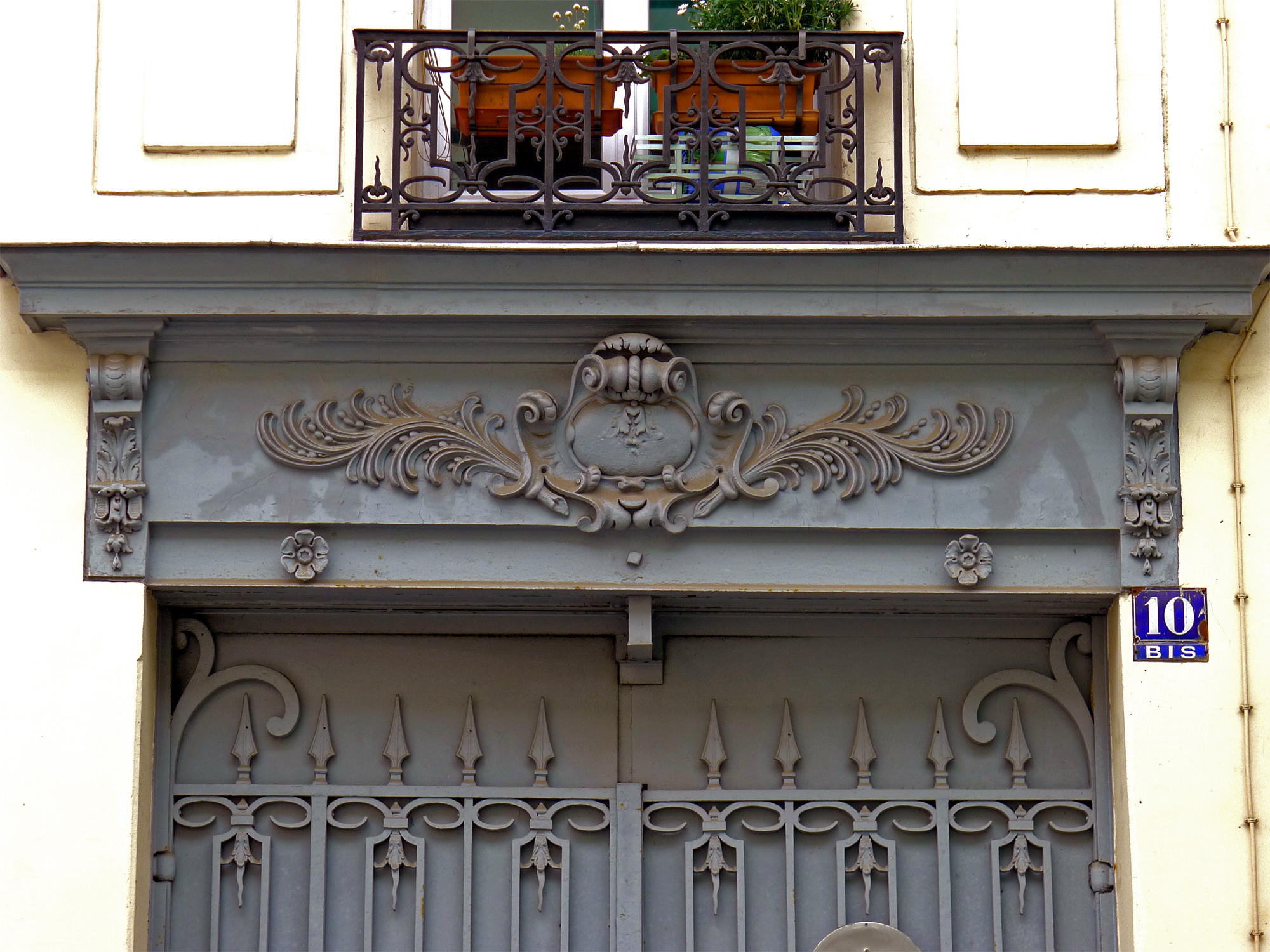
Porte nord.